# Större grankottsmätare
Större grankottsmätare, Eupithecia abietaria är en fjärilsart som beskrevs av Johann August Ephraim Goeze 1781. Större grankottsmätare ingår i släktet Eupithecia och familjen mätare, Geometridae. Arten är reproducerande i både Sverige och Finland och enligt respektive rödlista är arten livskraftig, LC i båda länderna. Två underarter finns listade i Catalogue of Life, Eupithecia abietaria abietaria Goeze 1781, och Eupithecia abietaria debrunneata Staudinger, 1897.

## Bildgalleri

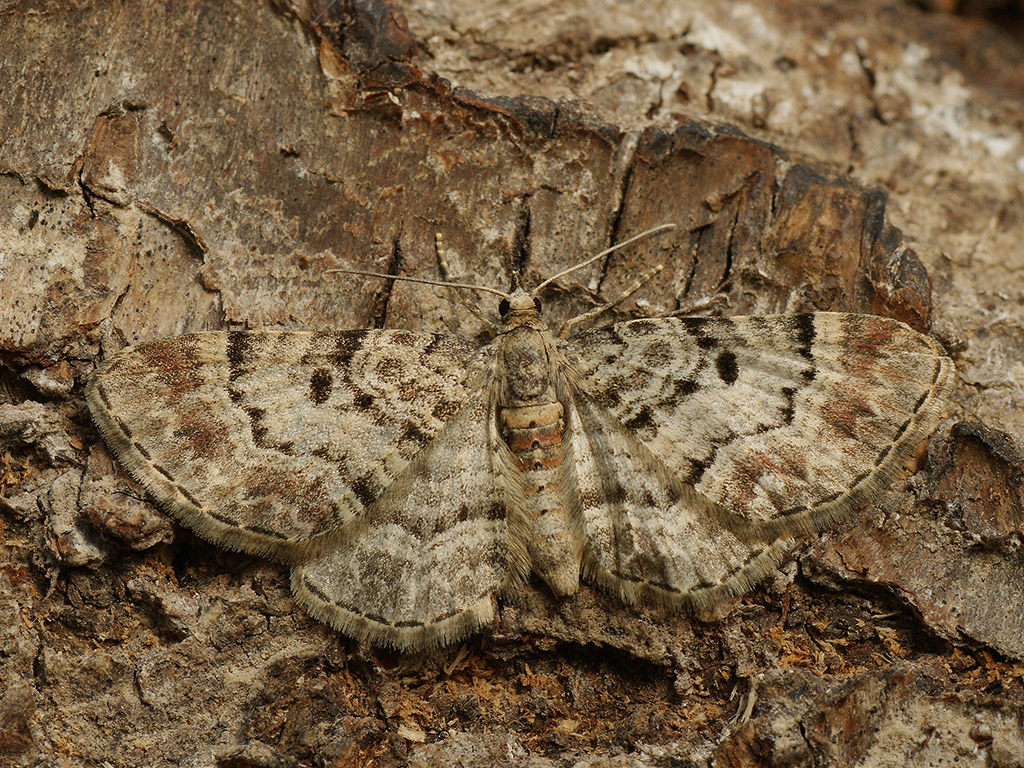
Imago fjäril
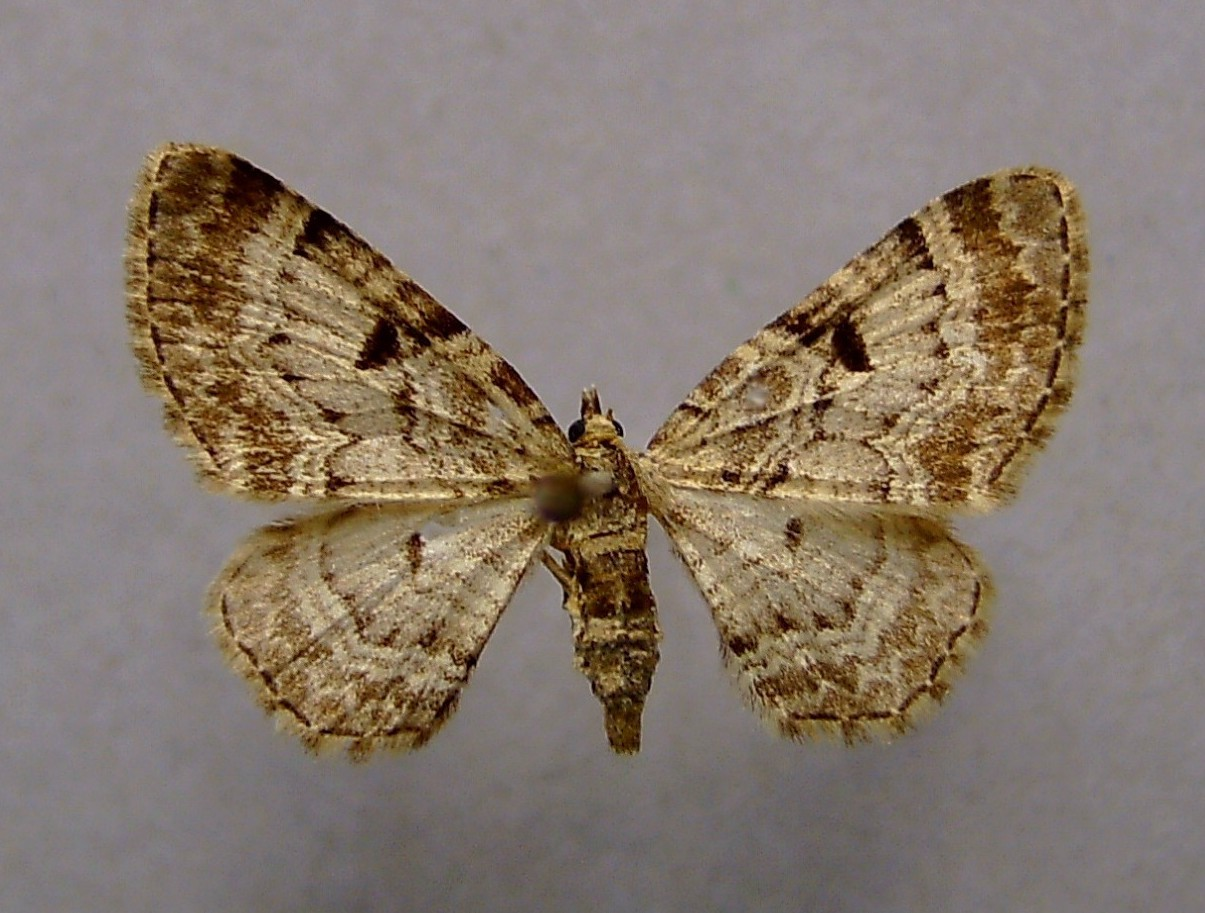
Preparerad (uppnålad) imago fjäril